# 565e Volksgrenadierdivisie
De 565e Volksgrenadierdivisie (Duits: 565. Volksgrenadier-Division) was een Duitse infanteriedivisie tijdens de Tweede Wereldoorlog. De divisie werd opgericht en alweer opgeheven voor de oprichting compleet en afgesloten was.

## Geschiedenis
De 565e Volksgrenadierdivisie werd opgericht op 26 augustus 1944 op Oefenterrein Milowitz in Wehrkreis XIII als onderdeel van de 32. Welle, door overnemen van de zich nog in oprichting bevindende Infanteriedivisie Mähren plus delen van de vernietigde 78e Sturm-Divisie. Echter, alvorens de oprichting afgesloten was, werd de divisie al op 15 september 1944 omgedoopt in de 246e Volksgrenadierdivisie. 

## Commandanten
| Rang | Naam | Begin            | Eind              |
| ---- | ---- | ---------------- | ----------------- |
|      | ??   | 26 augustus 1944 | 15 september 1944 |

## Samenstelling
- Grenadier-Regiment 1153
- Grenadier-Regiment 1154
- Grenadier-Regiment 1155
- Artillerie-Regiment 1565
- Divisie-eenheden 1565